# RWBY: Hyousetsu Teikoku
RWBY: Hyousetsu Teikoku (RWBY 氷雪帝国 Rubī: Hyōsetsu Teikoku??) es una serie de anime japonesa producida por Shaft, basada en la serie web estadounidense RWBY creada por Monty Oum para Rooster Teeth. La serie se estrenó el 3 de julio de 2022. Una adaptación a manga ilustrada por Kumiko Suekane comenzó a serializarse en la revista de manga shōnen, Dengeki Daioh, de ASCII Media Works en junio de 2022.

## Argumento
La historia se desarrolla en el mundo de Remnant, que está lleno de misteriosas y malévolas criaturas conocidas como las “Criaturas de Grimm”. Antes de los eventos de la serie, la humanidad luchó por sobrevivir ante los Grimm antes de descubrir el poder de un misterioso elemento conocido como “Dust”, que les permitió dominar en la batalla. En el presente, el Dust es utilizado para fortalecer armas y habilidades, mientras que un uso más arcaico es para fabricar ropa. La serie entonces se centra en cuatro chicas, cada una con sus respectivos poderes y armas. Juntas, forman el equipo “RWBY” en la Academia Beacon, en donde entrenarán para convertirse en cazadoras que enfrentarán a los Grimms.

## Personajes

### Academia Beacon

#### Equipo RWBY
Ruby Rose (ルビー・ローズ Rubī Rōzu?)
 Seiyū: Saori Hayami
Es la impulsiva, ingenua e inocente protagonista de 15 años, quien inspirada en los cuentos de hadas que su hermana le leía de pequeña, desea convertirse en Cazadora y proteger al mundo del mal. Tiene el pelo corto y de color negro, con un pequeño degradé rojo hacia las puntas, y ojos de color plateado. Viste una blusa y una falda de color negro con decoraciones en rojo, junto con una capa del mismo color. Su arma es una guadaña-rifle de francotirador de alto calibre (HCSS por sus siglas en inglés) llamada Crescent Rose.
Su semblanza "Petal Burst" le permite transformarse en un rápido estallido de pétalos de rosa, permitiéndole moverse más rápido de lo que el ojo humano puede captar.
Ruby alude al personaje de cuento de hadas Caperucita Roja.
Weiss Schnee (ワイス・シュニー Waisu Shunī?)
 Seiyū: Yōko Hikasa
La arrogante heredera de 17 años de la familia Schnee, una poderosa familia de clase alta con sede en Atlas. Eligió convertirse en Cazadora con aspiraciones de restaurar el honor de su familia, ya que no esta de acuerdo con los métodos comerciales de su padre. Tiene la piel pálida, ojos azul claro y largo pelo blanco (herencia de su familia) que usualmente está amarrado en una coleta, o trenza, al lado derecho de su cabeza con una tiara plateada. Otro rasgo marcado es una cicatriz que recorre de forma vertical su ojo izquierdo. Usa una chaqueta blanca tipo bolero sobre un vestido que llega hasta sus muslos y de un color similar, con encaje negro que componen el escote del vestido. Su arma es un estoque/revólver de Dust de Acción Múltiple (MADR por sus siglas en inglés) llamado Myrtenaster.
Su semblanza "Glyphs" (también una herencia de familia) le permite crear glifos con diversos efectos como generar alta velocidad de movimiento, crear plataformas en el aire o cancelar el efecto de la gravedad, por nombrar algunas.
Weiss alude al personaje de cuento de hadas Blancanieves. Incluso su nombre completo, Weiss Schnee, es el alemán para "Blanca Nieve".
Blake Belladonna (ブレイク・ベラドンナ Bureiku Beradon'na?)
 Seiyū: Yū Shimamura
Es una joven solitaria amante de los libros de 17 años. Muestra una personalidad fría, reservada y seria la mayor parte del tiempo, pero no le falta un lado humorístico, que generalmente se manifiesta en forma de ingenio seco y sarcasmo. Desea convertirse en cazadora con el objetivo de marcar una diferencia. Tiene el cabello negro ondulado y ojos son de color ámbar. Viste un chaleco abotonado negro con faldones y un solo botón plateado en la parte delantera. Debajo hay una camiseta blanca, sin mangas, de cuello alto y pantalones cortos blancos con una cremallera en la parte delantera de cada pierna. Usa botas negras de tacón bajo y medias anchas con una gradación de color de negro a morado en los tobillos. También usa una cinta negra que está atada con un lazo grande en la parte superior de su cabeza. Su arma preferida es una Guadaña de Cadena Balística variante llamada Gambol Shroud.
Su semblanza "Shadow" le permite dejar atrás clones de sombra de sí misma. Estos clones la empujan en la dirección que elija y pueden usarse para engañar y desorientar a los oponentes.
Blake alude al de cuento de hadas La Bella y La Bestia.
Yang Xiao Long (ヤン・シャオロン Yan Shaoron?)
 Seiyū: Ami Koshimizu
Es una joven de 17 años bastante sencilla y segura de sí misma, con una personalidad enérgica, brillante y optimista que nunca se da por vencida. Es la medio hermana mayor de Ruby, quien quiere convertirse en cazadora debido a la aventura, ya que se llama a sí misma una buscadora de emociones en busca de una vida en la que no sabe lo que le espera. Tiene el cabello largo y rubio que se vuelve más claro en las puntas. Su complexión es pálida y sus ojos color lila. Al activarse su semblanza, su pelo parece prenderse en llamas y sus ojos se vuelven de color rojo. Viste una blusa de mangas cortas café con bordes dorados, sobre una playera con corte bajo amarilla y shorts negros con un cinturón café. Además de una bufanda naranja alrededor de su cuello, ella no utiliza ningún tipo de joyería. Lleva unas botas altas, con una pequeña plataforma, debajo de estas tiene calcetines de color naranja, las cuales usa con diferentes alturas, y en su pierna izquierda tiene una banda gris, sobre la parte superior de su bota. También usa guantes negros, sin dedos, bajo su arma. Su arma es un par de guanteletes gemelos con un mecanismo de escopeta, llamados Ember célica.
Su semblanza "Burn" funciona en un "sistema basado en el retroceso". Por cada vez que Yang recibe un golpe, su fuerza, dureza y potencia de golpe aumentan en proporción al daño que recibe.
Yang alude al personaje de cuento de hadas Ricitos de Oro.

#### Equipo JNPR
Jaune Arc (ジョーン・アーク Jōn Āku?)
 Seiyū: Hiro Shimono
Es un chico debilucho, inseguro y torpe en batalla. Sus armas son una espada heredada y un escudo plegable llamados Crocea Mors. A pesar de estar en Beacon y ser líder de equipo, él no debió entrar en la academia, puesto que falsificó sus papeles por su sueño de ser un héroe igual que sus antepasados. Su semblanza consiste en utilizar su propia aura para amplificar la de otras personas. Es el compañero de Pyrrha. Jaune está basado en Juana de Arco.
Nora Valkyrie (ノーラ・ヴァルキリー Nōra Warukyūre?)
 Seiyū: Aya Suzaki
Es una chica que posee una enorme fuerza bruta y mucha adrenalina. Tiene un carácter hiperactivo, alegre y excitado, y nada parece preocuparle. Su arma es un martillo transformable en lanzacohetes llamado Magnhild. No se sabe mucho sobre ella, sin embargo ella misma revela que es huérfana en una de sus conversaciones sin fin. Su semblanza es la absorción eléctrica, y consiste en que cuando Nora entra en contacto con algún tipo de electricidad, es completamente inmune a los daños eléctricos, absorbe la energía y la transfiere hacia su cuerpo aumentando su enorme poder a una fuerza sumamente poderosa. Su compañero es Ren. Nora está basada en Thor, el Dios del Trueno de la mitología nórdica.
Pyrrha Nikos (ピュラ・ニコス Pyura Nikosu?)
 Seiyū: Megumi Toyoguchi
Pyrrha fue estudiante en Sanctum, ganadora de numerosas competiciones, mascota del cereal ficticio Pumpkin Pete y poseedora de un poder inimaginable, pero es tremendamente modesta. Sus armas son Miló Y Akoúo̱ , una lanza transformable en rifle y un escudo afilado. Debido a su preparación, talento e inteligencia, fue convocada en secreto por el director Ozpin para ser la futura Dama del Otoño, una de las protectoras del mundo. Está enamorada de Jaune. Su semblanza es la polaridad, que le otorga un control magnético sobre el metal. Su compañero es Jaune. Pyrrha está basada en Aquiles, el guerrero griego.
Lie Ren (ライ・レン Rai Ren?)
 Seiyū: Sōma Saitō
Es un chico silencioso, no se le suele escuchar hablar. Su arma son dos pistolas llamadas Storm Flowers. Es el compañero de Nora. Su semblanza consiste en ocultar su presencia y de las personas que este quiera. Ren está basado en Mulan.

#### Profesores de la Academia Beacon
Profesor Ozpin (オズピン教授 Ozupin Kyōju?)
 Seiyū: Kazuhiko Inoue
Glynda Goodwitch (グリンダ・グッドウィッチ Gurinda Guddou~itchi?)
 Seiyū: Masumi Asano
Peter Port (ピーター・ポート Pītā Pōto?)
 Seiyū: Soichi Abe

### Academia Haven

#### Equipo SSSN
Sun Wukong (サン・ウーコン San Ūkon?)
 Seiyū: Tomoaki Maeno

### Academia Signal

#### Equipo STRQ
Taiyang Xiao Long (タイヤン・シャオロン Taiyan Shaoron?)
 Seiyū: Kenyu Horiuchi

### Antagonistas
Roman Torchwick (ローマン・トーチウィック Rōman Tōchiu~ikku?)
 Seiyū: Shin-ichiro Miki

### Otros
Penny Polendina (ペニー・ポレンディーナ Penī Porendīna?)
 Seiyū: Megumi Han
Shion Zaiden (シオン・ザイデン Shion Zaiden?)
 Seiyū: Hiroki Nanami

## Producción y lanzamiento
La serie de anime se estrenó el 3 de julio de 2022 en Tokyo MX, BS11 y MBS, y es producida por Shaft y dirigida por Toshimasa Suzuki, con Kenjirō Okada a cargo de la dirección principal, Gen Urobuchi a cargo del concepto de animación y Tow Ubukata a cargo del guion; además, Huke diseña los conceptos de los personajes y Nobuhiro Sugiyama diseña los personajes para la animación. Nobuko Toda y Kazuma Jinnouchi están componiendo la música. El elenco del doblaje japonés está retomando sus papeles. Void_Chords feat. L interpreta el tema de apertura "Beyond Selves", mientras que la actriz de voz japonesa de Ruby, Saori Hayami, interpreta el tema de cierre "Awake". Los primeros tres episodios se transmitieron en YouTube del 24 al 26 de junio. Crunchyroll transmitió la serie con audio en inglés y japonés (con subtítulos en inglés).
La preproducción de la serie comenzó unos años antes del anuncio del proyecto, con el escritor de la serie Miles Luna, así como otros miembros del equipo de producción de RWBY, que visitaron Good Smile Company y los estudios de animación Shaft y Trigger ya en 2018. El diseñador de personajes original Huke y el escritor conceptual de animación Gen Urobuchi fueron contactados inicialmente para conceptualizar el proyecto antes del director y el escritor principal. Después de que Huke hubiera creado los diseños conceptuales para la serie y Urobuchi hubiera conceptualizado la narrativa principal de la serie, el director Toshimasa Suzuki fue traído a bordo para el proyecto; los pensamientos iniciales de Suzuki sobre la historia de Urobuchi fueron que era "maravillosa"; sin embargo, como Urobuchi no estaba en el proyecto como el escritor de la serie Tow Ubukata fue uno de los escritores a los que el equipo consideró contactar, y como Suzuki había trabajado con Ubukata en Fafner in the Azure and Heroic Age, fue elegido como compositor de la serie y escritor de guiones. Urobuchi, Suzuki y Ubukata estuvieron presentes durante las reuniones de guiones de la serie, y Ubukata (cuyo papel principal era organizar los conceptos de Urobuchi en una narrativa singular y coherente) declaró que agregaría fragmentos de sus propias ideas creativas siempre que pudiera, mientras que la segunda mitad del proyecto tenía ideas escaladas a partir de sus planes iniciales. Suzuki declaró que se centró en la dirección visual, mientras que dejó los elementos narrativos a Ubukata.
Suzuki y Ubukata han comentado que las diferencias culturales entre las producciones japonesas y estadounidenses eran interesantes debido a los diferentes enfoques de cada cultura respectiva en su escritura narrativa. Por ejemplo, los temas de la discriminación y el prejuicio racial se plantearon entre los dos en referencia a los personajes Weiss Schnee y Blake Belladona, el primero de los cuales tiene prejuicios raciales y el segundo es víctima de la discriminación. Como las producciones japonesas generalmente no tienen un personaje principal que sea directamente discriminado, las cuestiones raciales no suelen ser un tema temático importante. Ubukata se refirió a escribir la serie y a mantener conscientemente los temas del racismo y la discriminación como una nueva experiencia para él.
Una adaptación de manga de RWBY: Hyousetsu Teikoku ilustrada por Kumiko Suekane comenzó a serializarse en la revista de manga shōnen de ASCII Media Works, Dengeki Daioh, el 27 de junio de 2022.

## Episodios
| N.º | Título | Dirigido por                   | Escrito por | Guionizado por                               | Fecha de emisión original |
| --- | --- | ------------------------------ | ----------- | -------------------------------------------- | ------------------------- |
| 1   | «Rojo, Blanco, Negro, Amarillo - Partida» Transcripción: «Red, White, Black, I~erō "Shuttatsu"» (en japonés: Red, White, Black, Yellow 「出立」)                          | Toshimasa Suzuki               | Tow Ubukata | Toshimasa Suzuki                             | 3 de julio de 2022        |
| 2   | «Esto es Beacon - Examen» Transcripción: «Disu is Beacon "Shiken"» (en japonés: This is Beacon 「試験」)                                                                  | Shuuji Miyazaki                | Tow Ubukata | Kousuke Murayama                             | 10 de julio de 2022       |
| 3   | «El Nightmare - Pesadilla» Transcripción: «A Naitomeā Comes "Akumu"» (en japonés: A Nightmare comes 「悪夢」)                                                             | Kenjirō Okada                  | Tow Ubukata | Nobuyuki Takeuchi                            | 17 de julio de 2022       |
| 4   | «El reinado de hielo - El imperio del hielo» Transcripción: «Ice Queendom "Hyōsetsu Teikoku"» (en japonés: Ice Queendom 「氷雪帝国」)                                     | Hoshihira Fujita               | Tow Ubukata | Midori Yoshizawa                             | 24 de julio de 2022       |
| 5   | «Despertarse de un sueño - La capital del sueño» Transcripción: «Awaken in a dream "Nemuri no Miyako"» (en japonés: Awaken in a dream「眠りの都」)                        | Naoaki Shibuta                 | Tow Ubukata | Kenjirō Okada                                | 31 de julio de 2022       |
| 6   | «¿Tienes un plan? - ¿Cuál es el plan?» Transcripción: «Do you have a plan? "Sakusen wa?"» (en japonés: Do you have a plan？「作戦は？」)                                  | Yukihiro Miyamoto              | Tow Ubukata | Yūki Yase                                    | 7 de agosto de 2022       |
| 7   | «Los sueños se convierten en lamentos - Por el bien de la libertad» Transcripción: «Dorīmusu kamu rued "Jiyū no Tame Ni"» (en japonés: Dreams come rued 「自由のために」) | Tsutomu Murakami               | Tow Ubukata | Kousuke Murayama                             | 14 de agosto de 2022      |
| 8   | «Adonde perteneces - Tormenta de nieve» Transcripción: «Where You Belong "Hiran"» (en japonés: Where You Belong 「氷嵐」)                                                 | Kenjirō Okada                  | Tow Ubukata | Kei Ajiki                                    | 21 de agosto de 2022      |
| 9   | «Mi sueño, tu sueño - Lo hice por ti» Transcripción: «My dream , Your dream "Anata no Tame ni"» (en japonés: My dream , Your dream 「あなたのために」)                    | Shuuji Miyazaki                | Tow Ubukata | Shuuji Miyazaki                              | 28 de agosto de 2022      |
| 10  | «Espejo de la oscuridad - Nieve blanca, llama negra» Transcripción: «Mirror of darkness "Shirayuki Kurohomura"» (en japonés: Mirror of darkness 「白雪黒炎」)             | Naoaki ShibutaHoshihira Fujita | Tow Ubukata | Kousuke MurayamaHoshihira FujitaOsamu Sumiya | 4 de septiembre de 2022   |
| 11  | «Luz en las sombras - Cara a cara» Transcripción: «Raito in shadows "Mukiau Mono"» (en japonés: Light in shadows 「向き合う者」)                                          | Yukihiro Miyamoto              | Tow Ubukata | Toshimasa Suzuki                             | 11 de septiembre de 2022  |
| 12  | «El mejor día de la historia - Gran día» Transcripción: «Best day ever "Saikō no Tsuitachi"» (en japonés: Best day ever 「最高の一日」)                                   | Naoaki ShibutaKenjirō Okada    | Tow Ubukata | Naoaki ShibutaMidori Yoshizawa               | 18 de septiembre de 2022  |